# アニリク☆
アニリク☆は、広島エフエム放送で放送されているラジオ番組。アニソン・ボーカロイドソング専門のリクエスト番組。番組は最初に2013年1月5日から8月31日まで放送し、一度放送を終了させたが、リスナーからの多数の要望により、約1年後の2014年8月2日から再び放送を再開した。2018年9月29日に放送終了。